# Alfred Johann Altherr
Alfred Johann Altherr (* 23. Dezember 1875 in Basel; † 11. September 1945 in Herrliberg) war ein Schweizer Architekt, Kunstpädagoge und Schulleiter.

## Leben und Werk
Alfred Johann Altherr war ein Sohn des Alfred Altherr. Seine Brüder waren die beiden Maler Paul Altherr und Heinrich Altherr. Altherr absolvierte eine Schreinerlehre und studierte anschliessend Architektur. In Berlin hatte er von 1903 bis 1905 ein Atelier. Er war Mitglied des Deutschen Werkbundes. Als Lehrer für Architektur und Raumkunst unterrichtete Altherr an der Handwerker- und Kunstgewerbeschule Elberfeld. 1912 kehrte er in die Schweiz zurück und übernahm bis zu seiner Pensionierung 1937 die Leitung der Kunstgewerbeschule Zürich sowie des Kunstgewerbemuseums Zürich.
Altherr versammelte auf Anregung von Hermann Muthesius eine Gruppe von Architekten, Kunstgewerblern und Industriellen aus der ganzen Schweiz, um bei diesen für die neuen Ideen eines Schweizerischen Werkbunds zu werben. Er wurde 1913 zum ersten Vorsitzenden gewählt. Sein Anliegen war u. a. schlichte und praktische Wohnräume für die Bevölkerung zu schaffen. Altherr übernahm 1918 die Leitung des Schweizerischen Marionettentheaters, das bis 1935 existierte und rund dreissig Marionettenspiele aufführte. 1919 wurde das Theater in die Kunstgewerbeschule integriert.
Altherr war der Vater des Architekten Alfred Altherr und des Enrico Altherr.